# Bufonul Barbarroja
Bufonul Barbarroja (El bufón Barbarroja) este o pictură realizată în ulei pe pânză de către artistul spaniol Diego Velázquez în perioada 1637-1640. Acesta reprezintă portretul lui Cristóbal de Castañeda y Pernia, poreclit Barbarroja, în rolul său bufon de la curtea regelui Filip al IV-lea al Spaniei din 1633 până în 1649. Pictura se află acum în muzeul Prado. S-a aflat în Palacio del Buen Retiro din Madrid în 1701, iar din 1816 până în 1827 s-a aflat în Real Academia de Bellas Artes de San Fernando.
Subiectul picturii l-a slujit și pe cardinalul-infante Ferdinand de Austria, pentru care l-a portretizat pe Barbarroja în piese comice. Ulterior a fost alungat de la curte, la Sevilla, de către ducele de Olivares pentru o replică pe care i-a dat-o regelui atunci când a fost întrebat dacă există măsline în orașul segovian Valsaín - la care, bufonul i-a răspuns cu poftă „Sire, nici măsline, nici Olivares “.